# 長期駐車場駅
長期駐車場駅（チャンギジュチャジャンえき、ハングル:장기주차장역）は、大韓民国仁川広域市中区雲西洞にある仁川空港磁気浮上鉄道の駅である。駅番号は(M02)。

## 駅構造
- 2面2線の地上駅

## 隣の駅
仁川空港磁気浮上鉄道
●仁川空港磁気浮上鉄道
仁川国際空港1ターミナル駅 (M01) - 長期駐車場駅 (M02) - 合同庁舎駅 (M03)